# Grüne Alternative Freiburg
Die Grüne Alternative Freiburg (GAF) ist eine linksalternative, sozial und ökologisch ausgerichtete Wählervereinigung in Freiburg im Breisgau, die sich 2008 von Bündnis 90/Die Grünen abgespalten hat.

## Entstehung
Im Juni 2008 erklärten die Gemeinderäte Monika Stein und Coinneach McCabe ihren Austritt aus der Fraktionsgemeinschaft Bündnis 90/Die Grünen-Junges Freiburg und die Gründung einer grünen Opposition. Sie begründeten ihren Schritt mit „nicht mehr vorhandenem gegenseitigen Respekt“ zwischen ihnen und dem Freiburger Oberbürgermeister Dieter Salomon sowie dessen Anhängerschaft in der bündnisgrünen Fraktion, die mit „unsachlichen Argumenten nicht-konforme Meinungen abbügelt, allein um dem OB die Treue zu erweisen. Allein aus machtpolitischen Gründen getroffene Entscheidungen“ wollten beide aber nicht mehr mittragen, nur als unabhängige Gemeinderäte könnten sie „die Grundrechte schützen und eine soziale und ökologische Politik einfordern“. Stein und McCabe kritisierten insbesondere das polizeiliche Vorgehen und die Kompromissunfähigkeit gegenüber linksalternativer Szene und gesellschaftlichen Randgruppen, den geplanten und gescheiterten Stadtbauverkauf, pauschale Kürzungen im Kulturbereich und das – im Juli 2009 vom Verwaltungsgerichtshof Baden-Württemberg für rechtswidrig befundene – Alkoholverbot im Freiburger Kneipenviertel „Bermudadreieck“ als Ausdruck einer neuen Repressionspolitik.

## Vertretung im Gemeinderat
Die in der Folgezeit mit der Fraktionsgemeinschaft der Unabhängigen Listen (UL) vorgesehene Bildung einer „Zählgemeinschaft“ im Freiburger Gemeinderat scheiterte aus rechtlichen Gründen. Beide Stadträte behielten ihre Sitze in den Gemeinderatsausschüssen.
Stein und McCabe wurden bei der Gemeinderatswahl im Juni 2009 mit einem Wahlergebnis von 3,9 Prozent als Gemeinderäte bestätigt.
Obwohl vom Fraktionsstatus zusätzliche Mittel und die Möglichkeit, Ämter im Gemeinderat zu besetzen, abhängig sind, und der GAF von verschiedenen Gruppierungen im Rathaus Koalitionsangebote gemacht wurden, beschloss die Mitgliederversammlung am 23. Juli 2009 einstimmig, dass Stein und McCabe zwar „eine enge und vertrauensvolle Zusammenarbeit“ mit Unabhängigen Frauen (UF), Kulturliste Freiburg (KULT), Linke Liste/Solidarische Stadt (LisST) und Junges Freiburg anstreben, aber zur Wahrung der Unabhängigkeit keine Fraktionsgemeinschaft eingehen sollen.
Bei der Kommunalwahl 2014 verlor die Grüne Alternative Freiburg 0,7 Prozentpunkte und einen Sitz. Sie ging mit Junges Freiburg (2 errungene Mandate) und Die Partei (1 errungenes Mandat) die Fraktionsgemeinschaft "JPG" ein. Im April 2018 trat Monika Stein zur Oberbürgermeisterwahl in Freiburg gegen Dieter Salomon und Martin Horn an und erzielte 26,2 % respektive 24,1 % im zweiten Wahlgang.
Bei der Gemeinderatswahl 2019 erreichte die Grüne Alternative 6,5 Prozent der Stimmen und drei Mandate. Gemeinsam mit der Linken Liste und der Frauenliste schloss sich die Grüne Alternative zur siebenköpfigen Fraktionsgemeinschaft Eine Stadt für alle zusammen. Im November 2020 wurde Monika Stein zur Landesvorsitzenden der Gewerkschaft Erziehung und Wissenschaft gewählt und verließ in diesem Zuge den Gemeinderat.
Bei der Gemeinderatswahl 2024 erzielte die Grüne Alternative 3,5 % und erhielt mit Lina Wiemer-Cialowicz und Emyre Gül zwei Sitze im Gemeinderat. Die Fraktionsgemeinschaft Eine Stadt für alle wurde mit weiterhin sieben Mandaten fortgesetzt.

## Kritik
Überregionale mediale Aufmerksamkeit erlangte die Vereinigung 2012 durch interne Auseinandersetzungen um ihre Vorstandssprecherin Tina Gröbmayr, die im Rahmen ihrer Tätigkeit als Anwältin auch bei der Verteidigung eines Neonazis assistierte. Die Auseinandersetzungen führten zum Rücktritt und der Neuwahl des Vorstandes.